# Procamallanus
Procamallanus is een geslacht van parasitaire rondwormen behorend tot de familie Camallanidae. Het zijn parasieten van de maag en darm van vissen en amfibieën. De larven komen voor in de tussengastheer de eenoogkreeftjes.

## Beschrijving
De mond is meestal zeshoekig met aan de rand zes rudimentaire uitgroeisels. De gladde mondholte is rond en gewoonlijk langer dan breed met de grootse breedte in het midden. Op de kop zitten vier grote submediane papillen en amfiden die iets dichter bij de mond liggen dan de papillen. De slokdarm is verdeeld in een gespierd voorste deel en een achterste deel met klieren.
Het vrouwtje is levendbarend. De vulva van het vrouwtje ligt voor het midden van het lichaam. Er is geen achterste eierstok. Aan het eind van de staart zit een groep met wisselend aantal, speenachtige aanhangsels.
De gevleugelde staart van het mannetje is conisch met negen paar ribachtige pre-anale papillen. Er zijn adanale en postanale papillen. Het rechtse spiculum heeft soms vleugels. Een gubernaculum is gewoonlijk afwezig.

## Levenscyclus
Als voorbeeld wordt hier de levenscyclus beschreven van de darmparasiet van cichliden in Mexico, de Procamallanus (Spirocamallanus) rebecae. De L1-larven dringen de tussengastheer het eenoogkreeftje een Mesocyclops-soort binnen en komen in de pseudocoeloom van de tussengastheer. Daar vervellen ze op de derde en vijfde dag twee keer via L2-larve naar de infectieuze L3-larve (bij 21-22 °C). De infectieuze L3-larve heeft een grote mondholte, maar nog zonder de spiraalvormige verdikkingen. De staartpunt van de L3-larve heeft 
drie cuticulaire stekels (mucro's). De L3-larve infecteert vervolgens de definitieve gastheer, de Cichlasoma urophthalmus. Na 13-14 dagen vervelt de L3-larve naar de L4-larve en 42 dagen later naar het volwassen stadium. De prepatente (voor dat symptomen zichtbaar worden) periode is ongeveer 2-3 maanden.